# Delta Rdeče reke
Delta Rdeče reke ali delta reke Hong (vietnamsko Châu thổ sông Hồng) je ravna nižina, ki jo tvorijo Rdeča reka in njeni pritoki, ki se združijo z reko Thái Bình v severnem Vietnamu. Hồng (紅) je kitajsko-vietnamska beseda za »rdečo« ali »škrlatno«. Delta ima najmanjšo površino, vendar ima največ prebivalstva in največjo gostoto med vsemi regijami. Regija, ki meri približno 15.000 kvadratnih kilometrov, je dobro zaščitena z mrežo nasipov. Je kmetijsko bogato in gosto poseljeno območje. Večina zemlje je namenjena gojenju riža.
Osem provinc skupaj z dvema občinama, glavnim mestom Hanoj in pristaniščem Hải Phòng tvori delto. Leta 2019 ima skoraj 23 milijonov prebivalcev.
Leta 2021 je Paul Sidwell predlagal, da je bilo mesto protoavstroazijskih jezikov na tem območju približno 4000–4500 let pred sedanjostjo Delta reke Hong je zibelka vietnamskega naroda. Vodne lutke so nastale na tukajšnjih riževih poljih. Regijo so med vietnamsko vojno bombardirala vojna letala ZDA. Regija je bila leta 2004 v okviru Unescovega programa Človek in biosfera imenovana za biosferni rezervat delte Rdeče reke.

## Province
| Provinca- nivo    | Glavno mesto        | Št. prebivalcev (2019) | Površina (in km2) | Gostota (/km2) |
| ----------------- | ------------------- | ---------------------- | ----------------- | -------------- |
| Bắc Ninh          | Bắc Ninh            | 1.445.626              | 823,1             | 1756           |
| Hà Nam            | Phủ Lý              | 883.927                | 859,7             | 1028           |
| Hải Dương         | Hải Dương           | 2.568.035              | 1652,8            | 1554           |
| Hưng Yên          | Hưng Yên            | 1.313.442              | 923,5             | 1422           |
| Nam Định          | Nam Định            | 1.780.333              | 1.668,82          | 1067           |
| Ninh Bình         | Ninh Bình           | 1.119.845              | 1392,4            | 804            |
| Thái Bình         | Thái Bình           | 1.942.325              | 1546,5            | 1256           |
| Vĩnh Phúc         | Vĩnh Yên            | 1.230.514              | 1373,2            | 896            |
| Hanoj (občina)    | Hoàn Kiếm (okrožje) | 7.781.631              | 3328,9            | 2338           |
| Haiphong (občina) | Hồng Bàng (okrožje) | 2.351.820              | 1520,7            | 1547           |
| Skupaj            | Skupaj              | 22.785.750             | 14.965,7          | 1523           |

- Provinca Quảng Ninh je včasih vključena kot provinca delte Rdeče reke. Druga možnost je, da se vidi kot del severovzhodne regije.
- Provinca Hà Tây je bila leta 2008 združena s Hanojem. [6]

## Geografija
Delta Rdeče reke, široka približno 150 km, je v zahodnem obalnem območju Tonkinškega zaliva. Rdeča reka je druga največja reka v Vietnamu in ena izmed petih največjih rek na vzhodni azijski obali. Njeno povodje pokriva dele Kitajske in Vietnama, njeni izpusti vode in usedlin pa močno vplivajo na hidrologijo v Tonkinškem zalivu.

## Gospodarstvo
Leta 2003 od 78 milijonov ljudi v Vietnamu skoraj tretjina (24 milijonov) živi v porečju Rdeče reke, vključno z več kot 17 milijoni ljudi v sami delti. V delti Rdeče reke je veliko velikih industrijskih con, ki se združujejo v Việt Trì (越池), Hanoju, Haiphongu in Nam Địnhu. Večina prebivalstva se ukvarja z gojenjem riža, vendar območje delte gosti druge pomembne gospodarske dejavnosti, kot so ribištvo, ribogojstvo, melioracija zemljišč za kmetijstvo, gradnja pristanišč, gozdarstvo mangrov itd. Na družbeno-ekonomski razvoj v delti vplivajo tudi sezonske nevihte, poplave, obalna erozija, zamuljenje, vdor slane vode itd.
Čeprav delta Rdeče reke predstavlja le 5 % ozemlja Vietnama, tam živi 30 % prebivalstva države, zaradi česar je najgosteje poseljen del države. 80 % prebivalstva je zaposlenih v kmetijstvu, vendar kmetijska zemljišča v delti obsegajo le okoli 0,3–0,5 hektarja na gospodinjstvo, zaradi česar je omejena ponudba obdelovalnih zemljišč pomembna ovira za izboljšanje življenjskega standarda.
V kmetijskem smislu je delta Rdeče reke drugo najpomembnejše območje za pridelavo riža v Vietnamu, saj predstavlja 20 % nacionalnega pridelka. Pridelava riža je blizu optimalne z zelo majhno vrzeljo v pridelku, ki jo je treba izkoristiti, in z uporabo tehnik dvojnega pridelka za doseganje skoraj največjih donosov. Vendar pa bogata prst v delti predstavlja možnost za diverzifikacijo pridelkov in obstaja potencial za nadaljnji razvoj ribogojstva. S temi razvojnimi pritiski se okolje in ekosistem estuarija soočata z degradacijo zaradi groženj onesnaženja, prekomernega ribolova in ribogojstva, ki uničuje naravne habitate.